# Dárico
El dárico (en persa antiguo: *darayaka; en griego antiguo: dareikós) era una moneda de oro de alrededor de 8,4 gramos, común en el Imperio aqueménida desde su introducción por el rey Darío I (486-522/21 a. C.).  
Los lexicógrafos griegos (Pólux, Onomasticón 3.87, 7.98) creían que el término «dárico» derivaba del nombre de su creador, el rey Darío. Aunque la interpretación antigua sigue siendo ocasionalmente sostenida, el consenso general indica que en realidad proviene del persa antiguo en persa antiguo: *dari-, «dorado, amarillo». Otra forma común entre los griegos de referirse a los dáricos era la de toxotai, "arqueros", debido justamente al arquero que se representaba sobre ellos. Por extensión, el término se llegó a utilizar como denominación alternativa de otras monedas, como el estátero de oro de Filipo II.
Orígenes
Su predecesor inmediato fue el estátero de oro de Creso, rey de Lidia, el cual siguió en vigencia hasta por lo menos los primeros años del reinado de Darío (posiblemente muchos estáteros de Creso fueron en realidad acuñados por los propios reyes persas). Ejemplares de estáteros lidios fueron hallados en la apadana de Persépolis, los que situaría la aparición de los dáricos después de su construcción alrededor del año 515 a. C. En cualquier caso, se tiene constancia de su uso en el año 500/499 a. C. ya que en una tablilla cuneiforme de arcilla hallada en Persépolis y fechada en el año 22 de Darío se puede observar la clara impresión de dos dáricos. 
Ciro el Grande (550–530 a. C.) introdujo las monedas en el Imperio persa después del año 546 a. C., tras su conquista de Lidia y la derrota de su rey Creso, quien había instaurado la primera acuñación de monedas en la historia. Parece que Ciro inicialmente adoptó la moneda lidia tal como era y continuó acuñando monedas con el diseño del león y el toro de Lidia. Es posible que la introducción de la nueva moneda esté relacionada con la reforma administrativa y tributaria de Darío.
Sería Darío I (521–486 a. C.) quien introdujese esta nueva moneda, una moneda gruesa y de oro con un peso estándar de 8,4 gramos, que equivalía en valor a 20 monedas de plata. El dárico tenía una pureza de 95,83%, lo que lo hacía una moneda de altísima calidad.
El peso inicial de los primeros dáricos; alrededor del 515 a. C. ; era de 8,05 gramos, ajustándose posteriormente a 8,42 gramos para alinearse con el estándar del estátero de Creso.
Iconografía
Su diseño representaba, en el anverso, al rey como un arquero, portando un kidaris en la cabeza, arrodillado sobre una rodilla y armado con una jabalina y un arco, razón por la cual los griegos llamaban a estas monedas los "arqueros". En el reverso mostraba un cuadrado incuso, o líneas curvas, contramarcas dejadas por el golpe del martilla. Hacia finales del siglo IV a. C., bajo influencia macedonia, el anverso comenzó a incluir un motivo. La moneda constituye, de hecho, un instrumento eficaz de comunicación visual, al servicio de la posteridad y se han encontrado restos de estas monedas en Creta, Egipcio y Fenicia. 
Valor y uso
El principal centro de acuñación se situaba probablemente en Sardes, la capital de la satrapía de Lidia. Es posible que durante el reinado de Darío III los llamados "dáricos dobles" hayan sido acuñados en zonas más algo orientales, como Babilonia. Un dárico equivalía a 20 dracmas griegas, lo que lo convertía en una moneda de alto valor, especialmente buscada por los ejércitos mercenarios (En la Anábasis de Jenofonte, Ciro el Joven promete aumentar la paga de los mercenarios de un dárico a uno y medio por mes) La moneda era muy apreciada en el comercio internacional debido a su pureza y consistencia. El dárico fue utilizado en regiones tan diversas como Creta, Egipto y Fenicia, evidenciando su gran difusión geográfica. Sin embargo, no se buscó su uso como moneda corriente dentro del Imperio, en parte debido a su alto valor, y era más común el uso de monedas de plata, como los siglos. 
Control y producción
En teoría, la emisión de los dáricos era un monopolio real. Sin embargo, algunos sátrapas recibieron autorización para acuñar monedas de plata y bronce, especialmente con fines militares. Estas monedas solían reflejar los símbolos locales de las regiones donde eran producidas, como animales o deidades; y su peso se basaba en el estándar persa (estateros) La acuñación de dáricos sátrapas también puede interpretarse como un signo de independencia frente al poder real. En contextos de insurrección, algunos sátrapas acuñaron monedas sin autorización real como una muestra de independencia. Darío consideraba tal usurpación como un crimen castigable con la muerte, ya que el derecho de acuñación se trataba como una prerrogativa exclusivamente real.

#### Declive y legado
En el mundo griego, el dárico perdió su importancia en el comercio alrededor del año 345 a. C., cuando el estátero de oro de Filipo II comenzó a circular en el Mediterráneo. El dárico fue finalmente reemplazado por los estáteros Niké luego de la conquista de Alejandro Magno. Aun así, Alejandro decidió mantener la emisión de dáricos durante un tiempo para evitar perturbar el sistema monetario persa. Esta decisión fue parte de su política de continuidad administrativa tras la conquista. Sin embargo, la mayoría de los dáricos fueron fundidos y reutilizados en la acuñación de nuevas monedas, lo que explica su rareza actual.
Referencias en otras culturas
Un dárico aqueménida, siglo IV a. C.: La moneda se menciona dos veces en la Biblia hebrea, donde se la llama "adarkonim", ya que los israelitas entraron en contacto con ella cuando sus conquistadores babilónicos fueron conquistados por Persia. El Primer Libro de las Crónicas describe al rey David pidiendo a una asamblea de personas que donaran para la construcción del Templo. El pueblo dio generosamente "para el servicio de la casa de Dios cinco mil talentos y diez mil dáricos de oro, diez mil talentos de plata, dieciocho mil talentos de bronce y cien mil talentos de hierro". Dado que se cree que el reinado de David ocurrió entre c. 1048 y c. 1007 a. C. según la cronología del Antiguo Testamento, el uso del dárico es un anacronismo o una conversión realizada por el escritor a unidades contemporáneas. 
Después de que los sobornos distribuidos por un sátrapa persa para iniciar la guerra de Corinto en Grecia llevaran a que el rey espartano Agesilao II fuera llamado de regreso de una exitosa campaña en Asia Menor, este comentó que había sido expulsado de Asia por "diez (o alternativamente treinta) mil arqueros" (refiriéndose a la imagen estampada en el dárico).